# Guttenberger Hammer
Guttenberger Hammer (früher auch Eisenhammer genannt) ist ein Gemeindeteil des Marktes Grafengehaig im Landkreis Kulmbach (Oberfranken, Bayern). Guttenberger Hammer liegt in der Gemarkung Weidmes.

## Geografie
Der Weiler liegt im tief eingeschnittenen Tal des Großen Rehbachs und des Kleinen Rehbachs, der dort als linker Zufluss mündet. Eine Gemeindeverbindungsstraße führt zur Kleinrehmühle (0,4 km östlich). Ein Wirtschaftsweg führt zur Hübnersmühle (0,6 km südwestlich).

## Geschichte
Gegen Ende des 18. Jahrhunderts bestand Guttenberger Hammer aus einem Eisen- und Zähnhammer mit zwei Eisensteinbergwerken. Das Hochgericht übte das Burggericht Guttenberg aus. Es hatte ggf. an das bambergische Centamt Marktschorgast auszuliefern. Die Grundherrschaft oblag dem Burggericht Guttenberg.
Mit dem Gemeindeedikt wurde Guttenberger Hammer dem 1812 gebildeten Steuerdistrikt Guttenberg und der Gemeinde Weidmes zugewiesen. Am 1. Januar 1972 wurde Weidmes im Zuge der Gebietsreform in Bayern in die Gemeinde Grafengehaig eingegliedert.

### Ehemalige Baudenkmäler
- Haus Nr. 2: Zweigeschossiges, verputzt massives Halbwalmdachhaus, drei zu fünf Achsen; stichbogige Fenster- und Türrahmungen aus Sandstein, der Haustürsturz ist mit „Georg Krumpholz 1854“ bezeichnet, seitlich befinden sich Zierpilaster.[9]
- Haus Nr. 3: Nebengebäude zu Haus Nr. 2. Eingeschossiges Wohnstallhaus, verputzt massiv, mit Halbwalmdach über profiliertem, hölzernen Traufgesims; stichbogige Fenster- und Türrahmungen, der Sturz der Haustür ist mit „Georg Krumpholz 1815“ bezeichnet.[9]
- Eisenbergwerk. In der baulich unbedeutenden Hammerhütte, dem letzten in Betrieb befindlichen Eisenhammer des Frankenwaldes, befand sich bis 1947 eine durch ein Wasserrad getriebene, historisch wertvolle alte Hammereinrichtung.[9]

### Einwohnerentwicklung
| Jahr      | 001818 | 001819 | 001861 | 001871 | 001885 | 001900 | 001925 | 001950 | 001961 | 001970 | 001987 |
| Einwohner |        | 14     | 8      | 12     | 16     | 27     | 26     | 21     | 22     | 12     | 6      |
| Häuser    | 2      |        |        |        | 2      | 3      | 3      | 4      | 4      |        | 3      |
| Quelle    | [ 7 ]  | [ 2 ]  | [ 11 ] | [ 12 ] | [ 13 ] | [ 14 ] | [ 15 ] | [ 16 ] | [ 17 ] | [ 18 ] | [ 1 ]  |

## Religion
Die Protestanten gehören zur Pfarrei Zum Heiligen Geist (Grafengehaig), die Katholiken waren ursprünglich nach Mariä Heimsuchung in Marienweiher gepfarrt und kamen in der zweiten Hälfte des 20. Jahrhunderts zur Pfarrei St. Jakobus der Jüngere (Guttenberg).